# Centropogon talamancensis
Centropogon aequatorialis este o specie de plantă din familia Campanulaceae. Este endemică în Costa Rica. Habitatul său natural sunt pădurile montane subtropicale și tropicale umede. Câteodată, specia mai este denumită variabil Centropogon talamancensis wilbur.

## Aspect

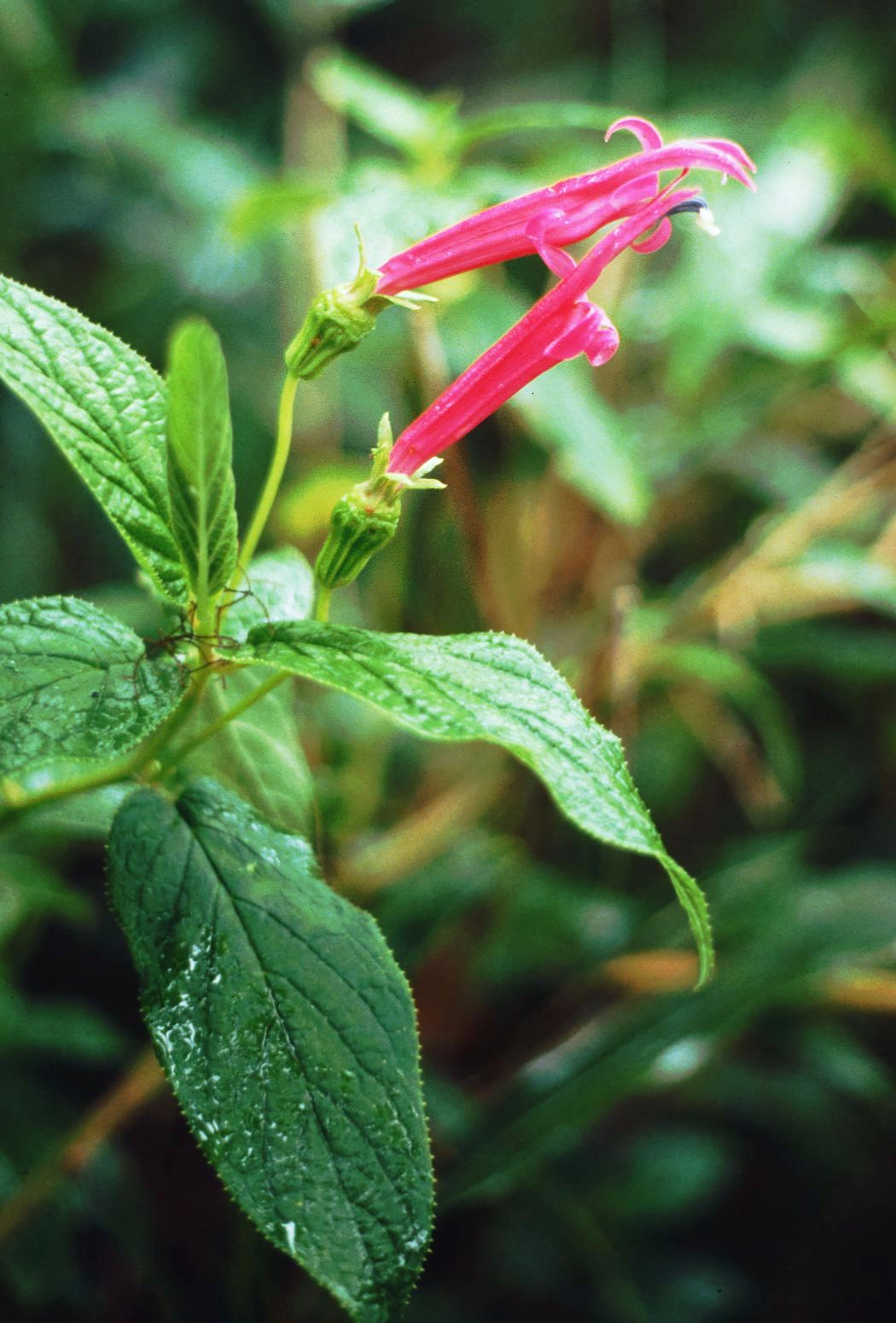
Două flori de Centropogon talamancensis

Culoarea speciei este roz spre ciclam, iar forma florii lungă, curbată, cu mult polen.